# ウラジーミル・マゴメドヴィチ・セミョーノフ
ウラジーミル・マゴメドヴィチ・セミョーノフ（ロシア語: Владимир Магомедович Семёнов、カラチャイ・バルカル語: Семенланы Махаметни джашы Владимир、Vladimir Magomedovich Semyonov、1940年6月8日 - ）は、ソビエト連邦およびロシアの軍人、政治家。 上級大将。(1996年6月昇進) カラチャイ・チェルケス共和国大統領（初代、元首時代も含め在任期間：1999年～2003年）。
1988年ザバイカル軍管区司令官。1991年ソ連国防次官兼地上軍総司令官を経て、ソビエト連邦の崩壊後の1992年から1996年までロシア連邦地上軍総司令官を勤めた。
1999年5月カラチャイ・チェルケス共和国の大統領選挙に立候補し、当選した。9月より共和国元首。同共和国ではカラチャイ人とチェルケス人との間に緊張状態があったが、セミョーノフはこうした両者の緊張緩和と経済的、社会的諸問題の解決を図ろうと努力したが、2000年9月に職名が大統領となり、2003年の大統領選挙でムスタファ・バトドゥイエフに敗れた。
| 公職                               | 公職                                                 | 公職                            |
| ---------------------------------- | ---------------------------------------------------- | ------------------------------- |
| 先代 自分自身 （共和国元首）       | カラチャイ・チェルケス共和国大統領 初代：2000 - 2003 | 次代 ムスタファ・バトドゥイエフ |
| 先代 ワレンチン・ヴラソフ （代行） | カラチャイ・チェルケス共和国元首 第2代：1999 - 2000  | 次代 自分自身 （大統領）        |